# Jacques Langlais (historien)
Pour les articles homonymes, voir Langlais.
Jacques Langlais (Rivière-Bleue, 8 juillet 1921 - Montréal, 8 janvier 2008) est un spécialiste des sciences des religions, chercheur et historien québécois.

## Biographie
Il est le fondateur de l'Institut interculturel de Montréal fondé en 1963 sous le nom de Centre Monchanin. Il était prêtre dans la congrégation de Sainte-Croix (C.S.C). Avec David Rome, il a publié une étude critique sur le nationalisme de Lionel Groulx.

## Honneurs
- 1993 - Prix Communications et société de l’Office des communications sociales
- 1994 - Prix Ezekiel-Hart du Congrès juif canadien, secteur du Québec
- 2002 - Membre de l'Ordre du Canada
- 2005 - Chevalier de l'Ordre national du Québec